# 641 (číslo)
Šest set čtyřicet jedna je přirozené číslo. Následuje po čísle šest set čtyřicet a předchází číslu šest set čtyřicet dva. Římskými číslicemi se zapisuje DCXLI a řeckými číslicemi χμα. 

## Matematika
641 je:
- Deficientní číslo
- Prvočíslo Sophie Germainové
- Nešťastné číslo

## Astronomie
- (641) Agnes je planetka hlavního pásu, kterou objevil v roce 1907 Max Wolf

## Roky
- 641
- 641 př. n. l.